# Aki Karvonen
Pour les articles homonymes, voir Karvonen.
Aki Tapani Karvonen (né le 31 août 1957 à Valtimo) est un ancien fondeur finlandais.

## Palmarès

### Jeux olympiques
| Épreuve / Édition | Sarajevo 1984 | Calgary 1988 |
| 15 km             | Argent        | 20e          |
| 30 km             | 5e            | 19e          |
| 50 km             | Bronze        |              |
| 4 × 10 km         | Bronze        |              |

### Championnats du monde
| Épreuve / Édition | Oslo 1982 | Seefeld 1985 | Oberstdorf 1987 | Lahti 1989 |
| 15 km             | 14e       | 12e          | 15e             | 4e         |
| 30 km             | 10e       | 6e           | Argent          |            |
| 4 × 10 km         | Bronze    |              |                 | Argent     |

### Coupe du monde
- Meilleur classement final: 11e en 1984.
- Meilleur résultat: 2e.